# Vladislav Gavriliuc
Vladislav Gavriliuc (n. 7 martie 1972) este un fost fotbalist internațional din Republica Moldova. El a evoluat la Nistru Otaci între 1992 și 1994, și la Zimbru Chișinău între 1994 și 2002. Vladislav Gavriliuc a devenit de două ori la rând golgheter al Diviziei Naționale, în sezonul 1994-95 marcând 20 de goluri și în sezonul 1995-96 marcând 34 de goluri. Vladislav Gavriliuc a jucat la selecționata Moldovei între 1995 și 1996.

## Palmares
- Divizia Națională (5): 1995, 1996, 1998, 1999, 2000
- Cupa Moldovei (2): 1997, 1998

Individual
- Golgheter Divizia Națională (2): 1995, 1996